# Paul Kalweit
Paul Kalweit (* 17. Februar 1867 in Domnau in Ostpreußen; † 19. April 1944 in Langfuhr) war ein deutscher evangelischer Theologe.

## Leben
Paul (Friedrich Max) Kalweit wurde als Sohn eines Lehrers und Kantors in der ostpreußischen Kleinstadt Domnau (Kreis Bartenstein) geboren. Er absolvierte das Collegium Fridericianum in Königsberg und studierte an der Albertus-Universität Evangelische Theologie. Nach der Ordination (25. Februar 1894) war er Pfarrer im ostpreußischen Grenzort Eydtkuhnen. 1886 renoncierte er im Corps Baltia Königsberg. 1898 wurde er zum Direktor des neuerrichteten schlesischen Predigerseminars in Naumburg am Queis berufen. Von der Universität Jena wurde er (jeweils extern) 1900 zum Doktor der Philosophie und 1902 zum Doktor der Theologie (Lic. theol.) promoviert. 1912 erhielt er die Erste Pfarrstelle an der Marienkirche (Danzig), die mit dem Amt des Stadtsuperintendenten verbunden war. Seit 1918 gehörte er als Konsistorialrat der Kirchenleitung (Konsistorium) der Kirchenprovinz Westpreußen der Evangelischen Kirche in Preußen Preußens an.
Am 1. April 1921 übernahm Kalweit als Nachfolger von Wilhelm Reinhard die Leitung des Danziger Konsistoriums. Der Deutsch-Evangelische Kirchenausschuss in Berlin, das interimistische Leitungsorgan der Evangelischen Kirche in Preußen, ernannte ihn am 30. September 1921 zunächst kommissarisch zum Leitenden Geistlichen – mit dem Titel „Generalsuperintendent“ – des evangelischen Landessynodalverbandes der Freien Stadt Danzig, einer kirchlichen Körperschaft, die, entgegen den politischen Verhältnissen, auch nach 1918 Teil der Evangelischen Kirche der Altpreußischen Union blieb. Regulär amtierte er in dieser Stellung seit dem 14. Dezember 1924. Während seiner Amtszeit fand eine umfassende Renovierung der Danziger Marienkirche statt. An der Einführung eines neuen Gesangbuches für die Provinz Ostpreußen, an der theologischen Weiterbildung der Pfarrerschaft sowie dem Aufbau evangelischer Kirchenstrukturen im neuen polnischen Staat hatte Kalweit erheblichen Anteil.
In der kritischen Frühphase des Kirchenkampfes schloss er sich der Bekennenden Kirche an, ohne jedoch konfrontativ aufzutreten. Mit dem von der deutsch-christlich dominierten preußischen Generalsynode („Braune Synode“) vom 4./5. September 1933 beschlossenen „Bischofsgesetz“ wurde er seines Amtes enthoben und in den Ruhestand versetzt. Sein Nachfolger wurde Johannes Beermann.
Kalweit vertrat eine Theologie liberaler Prägung. Hiervon geben einige theologische und religionsphilosophische Monographien Zeugnis, darunter die in großer Auflage gedruckte „Einführung in die Religionsphilosophie“ (1921). Sein Werk umfasst daneben Auslegungen biblischer Texte, Predigten und religiöse Einführungsschriften (Unser Glaube. Eine Unterweisung für Erwachsene, 1934). Bedeutsam ist auch eine Anzahl umfangreicherer Beiträge zu dogmatischen Themen für die erste und die zweite Auflage des theologischen Handwörterbuches „Die Religion in Geschichte und Gegenwart“. Er stand dem Kreis um die kulturprotestantische Zeitschrift „Die Christliche Welt“ nahe, war Mitglied der Kant-Gesellschaft (deren Danziger Ortsabteilung er lange leitete) und wirkte im Weltbund für Freundschaftsarbeit der Kirchen sowie bei weiteren internationalen Kirchenkonferenzen mit pazifistischer Ausrichtung mit.
Kalweit war seit 1894 verheiratet und wurde Vater dreier Töchter; verwitwet, schloss er später eine zweite Ehe. Nach seiner Versetzung in den Ruhestand zog er sich nach Danzig-Langfuhr zurück. Das von ihm als Zeichen seiner kirchenleitenden Amtswürde getragene Kreuz befindet sich heute in der Lübecker Marienkirche.
Der evangelische Pfarrer und Schriftsteller Artur Brausewetter, der ab 1908 als Archidiakon an der Oberpfarrkirche St. Marien in Danzig tätig war und sich selbst als „Amtsbruder“ Kalweits bezeichnete, würdigte ihn in seiner 1944 erschienenen Autobiografie mit den Worten:

„Wenn sich unsere Gedanken und Anschauungen in manchen Stücken auch trennten, so war alles, was D. Kalweit sagte, so durchdacht, so mit seiner vornehm lauteren Persönlichkeit in Einklang stehend, daß man an ihm nicht vorbeikonnte, wie ich mich stets nicht nur durch mein Amt, sondern durch meine verehrende Liebe mit ihm verbunden fühlte und sein für seine zahlreichen Anhänger und Freunde viel zu früh eintretender Tod auch in meinem Leben eine Lücke riß, die sich nicht wieder schließen wird.“

## Auszeichnung
- Verleihung der Ehrendoktorwürde (D. theol. h. c.) der Universität Gießen; Tag der Promotion: 10. November 1911.

## Theologische Schriften
- Die praktische Begründung des Gottesbegriffes bei Lotze, A. Kämpfe: Jena, 1900 (Diss. phil.).
- Die Begründung der Religion, A. Kämpfe: Jena, 1902 (Diss. theol.).
- Kants Stellung zur Kirche (Schriften der Synodalkommission für ostpreußische Kirchengeschichte. Heft 2), Kommissionsverlag Ferd. Beyers Buchhandlung: Königsberg i. Pr., 1904.
- Die Stellung der Religion im Geistesleben (Aus Natur und Geistesleben. 225. Bändchen), B. G. Teubner, Leipzig, 1908.
- Dogmatik und Religionsgeschichte, Dietmar: Langensalza, 1908.
- Das religiöse Apriori. In: Theologische Studien und Kritiken 1908.
- Zur Frage der kritischen Auflösung des Problems der Willensfreiheit. In: Deutsch-Evangelisch. Monatsblätter für den gesamten deutschen Protestantismus 1914.
- Einführung in die Religionsphilosophie (Aus Natur und Geisteswelt. 225. Band), B. G. Teubner: Leipzig und Berlin, 1921 (Zweite Auflage der Schrift „Die Stellung der Religion“ von 1908).
- Rudolf Euckens religionsphilosophische Leistung (Schriften aus dem Euckenkreis. Band 24 / Friedrich Mann’s pädagogisches Magazin. Band 1140), Beyer: Langensalza; 1927.
- Der evangelisch-kirchliche Geist im Werk des Gustav-Adolf-Vereins. In: Evangelische Diaspora und Gustav-Adolf-Verein. Zum Siebenzig Jahr-Geburtstag des Vorsitzenden des Gustav Adolf-Vereins, Verlag des Centralvorstandes des Evang. Vereins der Gustav-Adolf-Stiftung, Leipzig, 1930, S. 187–212
- Unser Glaube. Eine Unterweisung für Erwachsene, Chr. Kaiser Verlag: München, 1934.
- Verkündigung, Chr. Kaiser Verlag: München, 1937.

Für die erste Auflage des Handwörterbuches „Die Religion in Geschichte und Gegenwart“ (Tübingen, 1909 bis 1913) verfasste er siebzehn, zumeist umfangreiche Beiträge, unter anderem zu den Stichworten „Dreieinigkeit“, „Entwicklung, religiöse des Menschen“, „Gott: Gottesbegriff des Christentums (dogmatisch)“, „Mensch (dogmatisch)“, „Religionspsychologie“, „Schöpfung und Erhaltung (dogmatisch)“, „Schuld“, „Seele des Menschen“, „Vorsehung“, „Welt (dogmatisch)“ und „Wunder (dogmatisch)“.

## Religiöse und exegetische Schriften
- Kriegspredigt, Kaminsky: Danzig, [1918].
- Der Philipperbrief. Übersetzt und ausgelegt (Bibelhilfe für die Gemeinde. Neutestamentliche Reihe. Band 11), Gustav Schloeßmanns Verlagsbuchhandlung, Leipzig und Hamburg, [1936].
  - Neuausgabe: Der Brief an die Philipper / Kurt Puttkammer: Die Briefe an die Thessalonicher, J. G. Oncken Verlag: Kassel, 1958
- In Christus. Tägliche Andachten, Verlag Friedrich Bahn (Schwerin), [1937].
- Das Buch Hiob. Eine Handreichung für Bibelstunden (Homiletisch-katechetisches Archiv. Zweites Stück), C. Ludwig Ungelenk: Dresden, 1940.

## Herausgeber
- Evangelisches Schulgesangbuch für den Religionsunterricht enthaltend 99 Choräle und gleistliche Volkslieder mit Melodien, die Liturgie nebst Notenanhang. Herausgegeben von Paul Kalweit und Konrad Krieschen, Verlag und Druck von A. W. Kafemann, Danzig, 1931.